# Tweebloesem
Tweebloesem (Engels: Twoflower) is een personage uit de Schijfwereld boeken van de Britse schrijver Terry Pratchett.

## De toerist
Tweebloesem staat bekend als de eerste Schijfwereldse toerist. Hij komt uit de stad Bes Palargiek in het Agatese Rijk op het Tegenwichters Continent. Hij is weduwnaar en heeft twee dochters: Lotus Bloesem en Vlinder. Met de sjofele tovenaar Rinzwind heeft hij heel wat avonturen beleefd. Hij schreef het boek Wat ik tijdens mijn vakantie heb gedaan, over zijn belevenissen.

### Ankh-Meurbork
Toen Tweebloesem aan land stapte in de Parelhaven van de stad Ankh-Meurbork, werd hij vrijwel meteen meegetroond naar de ruige kroeg de Gebarsten Trom. Dat hij al in de haven met zijn gouden munten zat te wapperen, had daar waarschijnlijk wel wat mee te maken. In de Gebarsten Trom probeerden zowel de kroegbaas als een stel dieven hem wat lichter te maken. De hier aanwezige tovenaar Rinzwind merkte meteen De Bagage op, een wandelende reiskist die is gemaakt van het zeer zeldzame bezield Perehout (van de bezielde Perelaar). Hij wierp zich op als vertaler voor Tweebloesem, die alleen Agatees en Trobj sprak. Na een kroeggevecht tussen diverse Ankh-Meurborkse gilden konden Tweebloesem en Rinzwind aan de dieven, moordenaars en andere heerschappen ontkomen.
Omdat Tweebloesem, die verzekeringsagent was, aan Broodmans, de kroegbaas van de Gebarsten Trom een brandverzekering had verkocht, was het niet verwonderlijk dat dit etablissement enkele tellen later in vlammen opging, waarna het vuur zich razendsnel over de stad verspreidde. Tweebloesem en Rinzwind konden nog net op tijd de stad ontvluchten.

### Chirm
Ze vluchtten richting Chirm, in de Meurborkse bergen. Na een confrontatie met Druëlla de boomnimf (een Dryade) kwamen ze oog in oog te staan met de door de god Noodlot opgeroepen Bel-Sjamharoth, beter bekend onder de namen de Gever van Acht en de Zieleneter. Maar met hulp van de held Prudh de Barbaar en met Tweebloesems Iconograaf lukte het hen te ontsnappen.

### Würmberg
Een hele tijd later belandden Tweebloesem, Rinzwind, de Bagage en Prudh in een van die streken waar heel lang geleden de Toverjarige Oorlogen werden uitgevochten. Ook heden nog bezitten die streken een abnormaal hoog toverkrachtveld. Hier werd iedereen behalve Rinzwind opgepakt door de Würmbergse drakenrijder onder leiding van de mooie Liëssa Würmspinner. Rinzwind kon met hulp van het door Prudh verloren toverzwaard Krieng een drakenrijder overmeesteren.
Hij liet K!sdra, de overwonnen drakenrijder, hem naar de Würmberg vliegen, waar Rinzwind werd verslagen door Liëssa's broer Lio!rt en van de berg afviel. Gelukkig kon de ontsnapte Tweebloesem hem oppikken met zijn zelfbedachte draak Negenveder (het bleek dat de draken hier alleen bestonden wanneer je er in geloofde). Prudh genoot ondertussen van de rijkdommen die Liëssa hem had aangeboden en van de drakenvrouwe zelf, toen hij werd "gered" door Tweebloesems draak. Met niets aan haar lijf dan een haastig weggegriste kruisboog ging de woedende Liëssa met haar gouden draak Laolieth achter haar geliefde aan. Negenveder vloog zo hoog dat Tweebloesem zijn bewustzijn verloor, waardoor meteen zijn draak verdween en het drietal naar beneden viel. Prudh kwam op Liëssa's draak terecht, maar de andere twee vielen omlaag, richting de steeds groter wordende Schijfwereld.

### Aarde
De koortsachtige pogingen van Rinzwind om zelf een draak op te roepen, hadden tot gevolg dat hij zich opeens in het lichaam van de Belgische dr. Rijnswand bevond, die zich samen met Jack Zweiblumen (de nog steeds bewusteloze Tweebloesem) aan boord bevond van een TWA-vlucht naar de Verenigde Staten. Hij wist nog net een vliegtuigkaping te verijdelen, voordat hij weer terug op de Schijfwereld was. Hier waren ze nog steeds aan het vallen, maar ze bleken wel wat omlaag en honderden kilometers zijwaarts te zijn verplaatst. Ze kwamen terecht in de Cirkelzee. Even later plonsde ook de Bagage in het water, die ze vervolgens als sloep gebruikten.

### Kruul
Na door de Naaflanden te zijn getrokken, over de Gele Nev woestijn te hebben gezworven en te zijn ontsnapt aan een stel slavenhalers, koersten Tweebloesem en Rinzwind richting de Velgval, de waterval die om de hele Schijfwereld loopt. Het tienduizenden kilometers lange D'romhek voorkwam dat ze van de schijf af vielen. Ze werden opgepikt door de zeetrol Tethis en naar de tovenares Marchesa in het Koninkrijk Kruul gebracht. Het was de bedoeling dat ze geofferd werden, maar de Godin Wier Naam Men Niet Noemt gunde hen één kans op redding, die ze met beide handen aangrepen. De zojuist weer verschenen Bagage zorgde voor voldoende afleiding en ze ontsnapten aan boord van het bronzen schip De Potige Padvinder: hiermee kukelden ze over de rand van de wereld.

### Woud van Schund
De Octavo kwam tussenbeide: om te voorkomen dat de Achtste Bezwering in Rinzwind's hoofd verloren ging, veranderde het toverboek de werkelijkheid, zodat Tweebloesem, Rinzwind en de Bagage zich ineens in het woud van Schund bevonden, ergens tussen het Ramtopgebergte en Ankh-Meurbork. Met hulp van de kabouter Zwierus vonden ze onderdak in het verlaten peperkoekhuisje van oude Opoe Copsuf. Hier werden ze overvallen door een groep tovenaars, maar dankzij een in een kast gevonden heksenbezem konden ze weer eens net op tijd ontsnappen.

### Draaikolkse Vlakten
In de lucht botsten ze op de vliegkei van Bielefon, die in een wolk verborgen zat. Hij nam hen mee naar de Draaikolkse Vlakten, waar hij een reserve-keitje moest bezorgen. Deze druïde was namelijk een computerhardware-adviseur en er waren daar problemen met de Grote Kringen, die niet goed werkten. Tweebloesem kwam tussenbeide toen de druïdes het meisje Betta wilden offeren en het zou er slecht voor de twee hebben uitgezien als op dat moment Cohen de Barbaar niet had besloten de tempel te bestormen. Rinzwind, Cohen en Betta konden ontsnappen, maar Tweebloesem werd levensgevaarlijk gewond door de sikkel van de aartsdruïde. De oude held (87 jaar) Cohen de Barbaar bracht Tweebloesem naar een lijkzegster van de Paardenstammen. Deze liet Rinzwind een medicijn drinken, waardoor hij in het domein van De Dood belandde.

### Domein van de Dood
Rinzwind wist Tweebloesem, die net bezig was de Dood, Honger, Oorlog en Pestilentie het kaartspelletje Bridge te leren, terug te halen uit het domein van de Dood. En nadat de Bagage een aanval van de Dood's aangenomen dochter IJzebel verijdelde, keerden ze alle drie terug naar de Schijfwereld.

### Woud van Schund II
Terug in het woud van Schund werden Cohen, Betta en de Bagage ontvoerd door de huurlingen van heldin Herrina de Haaibaai, die ingehuurd was door tovenaar IJspook Roppaf. Rinzwind, die op zoek was naar wat uien voor de soep, ontsprong als enige de dans. Met de hulp van een vriendelijke trollen familie werd iedereen bevrijd en na wat strubbelingen in een afgelegen stadje vertrok het gezelschap in een zwerverswinkeltje naar Ankh-Meurbork.

### Ankh Meurbork II
Aldaar aangekomen gingen ze op weg naar de Gesloten Universiteit, waar Rinzwind de Acht Bezweringen uit de Octavo oplas: hierdoor kwamen er rond een grote rode ster acht schildpadjes met elk vier olifantenkalfjes en een schijfwereldje op hun schildje uit hun schalen gekropen. Daarop zette de grote A'Tuin weer koers naar open ruimte. Tweebloesem besloot hierop dat hij genoeg gereisd had: hij ging weer terug naar Bes Palargiek. Zijn Bagage schonk hij aan Rinzwind.

### Agatese Rijk
Rinzwind, die in opdracht van Heer Ottopedi door de tovenaars van de Gesloten Universiteit naar het Tegenwichters Continent werd getoverd, vond Tweebloesem terug in de gevangenis van de keizerlijke hoofdstad Hanghang. Door de machinaties van de verraderlijke grootvizier van de keizer konden ze, samen met wat piepjonge leden van het revolutionaire Rode Leger, ontsnappen. Heer Hang had de keizer laten vermoorden en was van plan diens plaats in te nemen, maar Cohen de Barbaar, die met zijn Zilveren Horde en hun leraar meneer Cervelaat het Rijk was binnengevallen, was Hang voor. Met de hulp van het door Rinzwind geactiveerde terracottaleger werden de legers van heer Hang verslagen.
Hang zelf wist te ontsnappen en nam Rinzwind gevangen, maar voordat hij dat voordeel uit kon buiten, werd deze weer teruggetoverd door de tovenaars in Ankh-Meurbork (terugtoveren was althans de bedoeling). Zonder zijn gijzelaar werd Hang door Tweebloesem uitgedaagd voor een tweegevecht, omdat Hang verantwoordelijk was voor de dood van Tweebloesems vrouw zes jaar geleden. Door een na-effect van de wegtovering van Rinzwind werden Hang en meneer Cervelaat gedood. Tweebloesem werd door keizer Cohen aangesteld als nieuwe grootvizier van het Agatese Rijk.

## Boeken met Tweebloesem
- De Kleur van Toverij
- Dat wonderbare licht
- Interessante Tijden